# 张文木
张文木，陕西人，1957年生。中国地缘政治学及战略学家、国际关系道义现实主义者，反对国际关系理论中的建构主义。现为北京航空航天大学战略问题研究中心教授、中国社会科学院世界社会主义研究中心常务理事、中国太平洋学会理事。
他是乌有之乡、红歌会网、四月网、观察者网等网站的专栏作家。他认为中国在战略上应该继续坚持毛泽东思想，因此被称为中国的“鹰派学者”。由于其海权论观点，美国《国家利益》杂志称他为中国第一批“海军至上主义者”(navalists)。

## 人物经历
1975年高中毕业后下乡插队，1979年考上西北大学，1983年毕业后进入天津师范大学读科学社会主义硕士。
1994年，进入山东大学。1997年，获山东大学国际政治经济关系学院（今山东大学政治学与公共管理学院）博士学位。
2000至2001年国家公派赴印度贾瓦哈拉尔·尼赫鲁大学国际政治系访问学者。

## 著作

### 书籍
- 《中国新世纪安全战略》(2000)
- 《世界地缘政治中的中国国家安全利益分析》(2004；2012)
- 《印度国家发展及其潜力评估——与中国比较》(2005)
- 《全球视野中的中国国家安全战略（上卷）》(2008)
- 《论中国海权》(2009；2010；2014)
- 《全球视野中的中国国家安全战略 （中卷）》(2010)
- 《国家战略能力与大国博弈》(2012)
- 《印度与印度洋: 基于中国地缘政治视角》(2015)
- 《中国地缘政治论》(2015)
- 《基督教佛教兴起对欧亚地区竞争力的影响》(2015)
- 《重温毛泽东战略思想》(2016)
- 《气候变迁与中华国运》(2017)
- 《战略学札记》(2018)
- 《张文木战略文集（全十卷）》(2021)[註 1]
- 《全球视野中的中国国家安全战略 （下卷）》(待出版)[15]

### 论文
根据中国知网，张文木被引用最多的前五篇论文是 ：《中国能源安全与政策选择》(221次)、《论中国海权》(143次)、《经济全球化与中国海权》(80次)、《印度的大国战略与南亚地缘政治格局》(65次)以及《世界地缘政治体系与印度未来安全》(53次)。

## 外部连接
- 张文木的观察者网专栏 （页面存档备份，存于）
- 张文木的乌有之乡专栏 （页面存档备份，存于）
- 张文木的红歌会网专栏 （页面存档备份，存于）